# Municipio de San Andrés Teotilálpam
El municipio de San Andrés Teotilálpam (del náhuatl: teotl, tlalli, pam ‘sagrado, tierra, encima’‘Sobre la tierra sagrada’) es uno de los 570 municipios que conforman al estado mexicano de Oaxaca. Pertenece al distrito de Cuicatlán, dentro de la Región Sierra de Flores Magón. Su cabecera es la localidad homónima.

## Geografía
El municipio abarca 135.03 km² y se encuentra a una altitud promedio de 1580 m s. n. m., oscilando entre 2100 y 0 m s. n. m.

## Demografía
De acuerdo al último censo, realizado por el INEGI en 2010, en el municipio habitan 4427 personas, repartidas entre 21 localidades.